# Rito bracarense
El rito bracarense o de Braga (en latín: ritus Bracarensis) consiste en un antiguo rito litúrgico latino (es decir occidental) de la Iglesia católica. Este rito es utilizado principalmente por la arquidiócesis de Braga en Portugal, de donde recibe su nombre.

## Características
Está relacionado con los ritos mozárabe y romano y se remonta al siglo VI. Durante la reforma litúrgica tridentina (deriva su nombre al Concilio de Trento), Braga pudo mantener su ordenamiento y rituales, porque tenían una antigüedad mayor a doscientos años, conforme garantizó la bula Quo primum tempore, del papa Pío V, de 14 de julio de 1570 y debido al cuidado que dio el arzobispo de Braga Bartolomeu dos Mártires. Después de algunos conflictos resultantes de la tentativa de introducir el rito romano, el bracarense fue restaurado por el sínodo de 1918. El nuevo breviario fue aprobado por el papa Benedicto XV con la bula Sedis huius Apostolicae de 14 de mayo de 1919, que en 1924 aprobó el misal y tornáronse obligatorios en toda la arquidiócesis ese año. 
En la época de la reforma litúrgica del rito romano de 1969, luego del Concilio Vaticano II, la arquidiócesis carecía de los medios para revisar sus rituales –como se ha revisado el rito ambrosiano– y por lo tanto adoptó en general el rito romano. Su uso es facultativo debido a esta reforma desde el 18 de noviembre de 1971. Actualmente, el uso público del ritual de Braga se limita a la catedral y solo en la Fiesta de la Presentación del Señor (2 de febrero), el Domingo de Ramos y la Semana Santa.